# Parathalestris verrucosa
Parathalestris verrucosa is een eenoogkreeftjessoort uit de familie van de Thalestridae. De wetenschappelijke naam van de soort is voor het eerst geldig gepubliceerd in 1970 door ItôTat.